# El sol detrás del sol
El sol detrás del sol es el sexto disco de Pez, grupo de rock argentino. Fue grabado y masterizado entre marzo y agosto de 2002 en los Estudios TNT y editado por el propio grupo mediante su propio sello independiente Azione Artigianale.
El ingeniero de grabación y mezcla, además coproductor del disco, fue Mariano Esain. El disco fue masterizado en El Loto Azul por Mario Siperman (miembro de Los Fabulosos Cadillacs) y el arte pertenece al diseñador gráfico Hernán Archivado el 22 de marzo de 2007 en Wayback Machine..

## Canciones
1. Desde el viento en la montaña hasta la espuma del mar
2. Y las antenas comunican la paranoia como hormigas (Minimal/García)
3. Si hay amor, que nos venga a salvar
4. Cuero (Salese)
5. Pequeños fracasos
6. Y cuando ya no quede ni un hombre en este lugar
7. Tristezas del sur
8. Después de todo somos eso que ya no se puede ver (Minimal/Salvador)
9. Serena
10. El mar de algún lugar

Letra y música de Ariel Minimal, excepto donde se indique

## Personal

### Pez
- Ariel Minimal: voz, guitarra, guitarra acústica, banjo, piano eléctrico.
- Gustavo Fósforo García: bajo, acordeón
- Franco Salvador: batería, voz
- Pablo Puntoriero: saxo barítono, saxo tenor, flauta traversa.
- Juan Salese: piano eléctrico, sintetizadores, voz.

### Músicos invitados
- Gustavo Chiqui Farías: armónica
- Gerardo Rotblat: pandereta y semillas
- Fernando Albareda: flugelhorn
- Gustavo Liamgot:acordeón
- Mariano Esain: coros

## Datos
- En este disco, Minimal deja el micrófono en dos canciones: "Cuero", entonada por el pianista Juan Salese; y "Después de todo somos eso que ya no se puede ver", cantada por el baterista Franco Salvador.
- El disco tuvo dos nombres tentativos: Pez es amor y Magia.
- También aquí los Pez prueban con diferentes instrumentos: Minimal ejecuta el banjo y Fósforo el acordeón en "El mar de algún lugar".
- "Serena", el penúltimo tema del disco, iba a llamarse originalmente "Magia" y encabezaría el proyecto de disco del mismo nombre, que jamás se plasmó.

- Datos: Q5826710